# Dziura w Ździarach Wyżnia
Dziura w Ździarach Wyżnia – jaskinia w Dolinie Kościeliskiej w Tatrach Zachodnich. Wejście do niej znajduje się w ścianie Zdziarów, w niewielkim żlebie odchodzącym z Białego Żlebu w jego górnej części, w pobliżu Dziury w Ździarach, na wysokości 1525 metrów n.p.m. Długość jaskini wynosi 6,5 metrów, a jej deniwelacja 3,5 metrów.

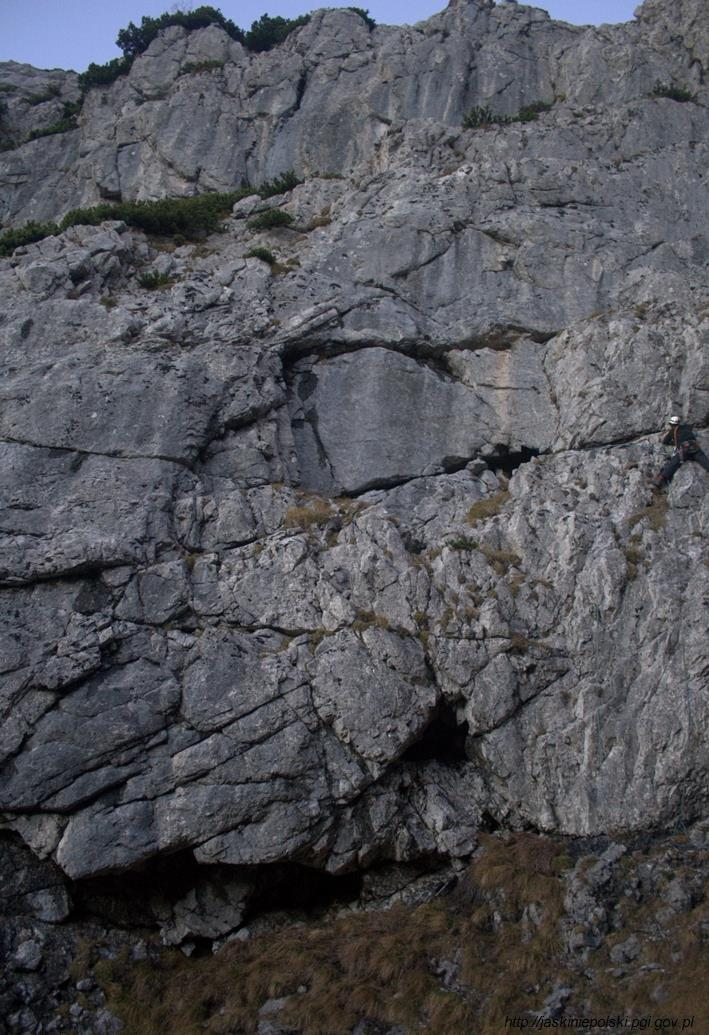
Otwór jaskini

## Opis jaskini

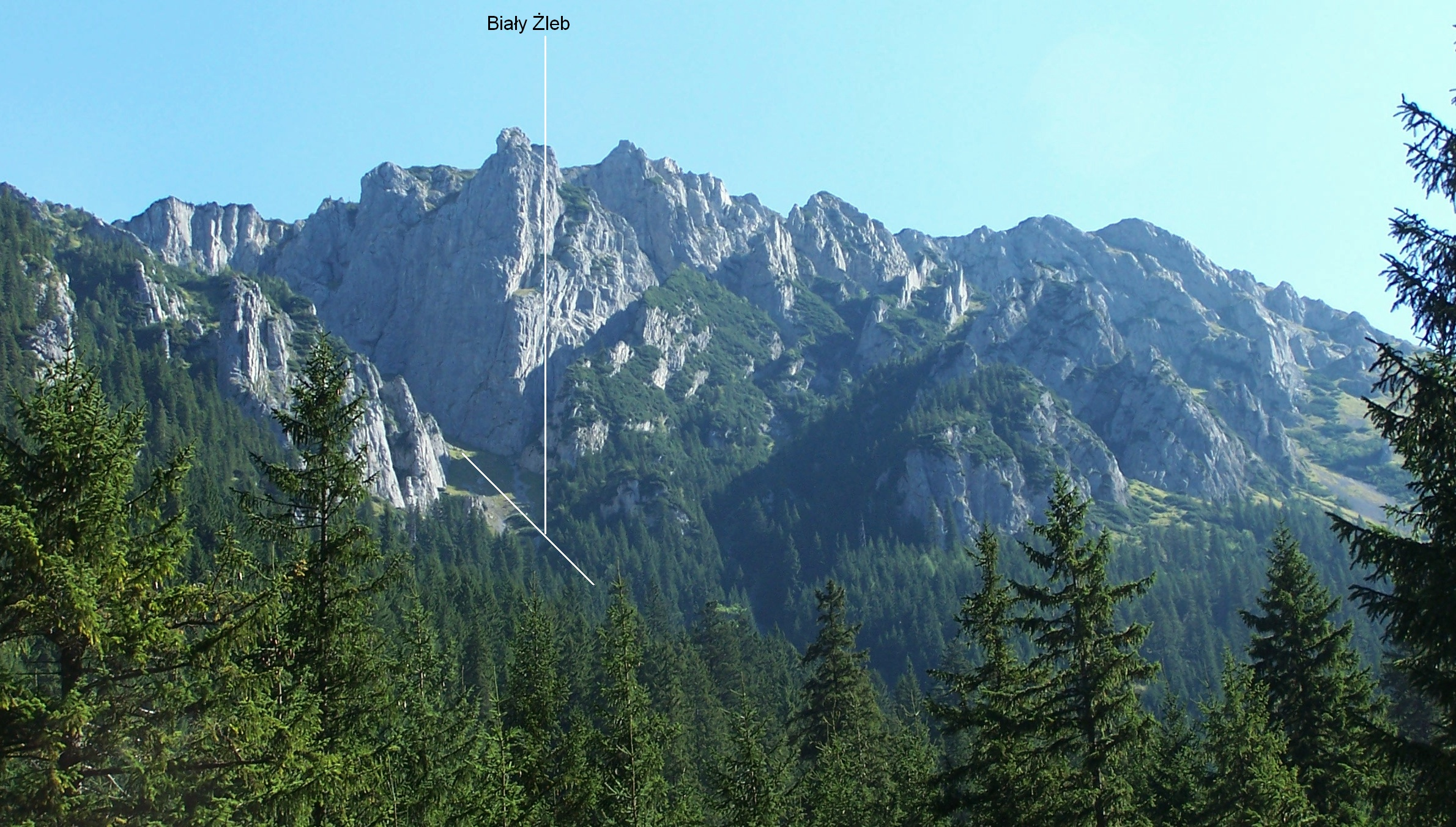
Biały Żleb i ściany Zdziarów

Jaskinię stanowi poziomy korytarz zaczynający się w niewielkim, szczelinowym otworze wejściowym, który po 2,5-metrach przechodzi w 3,5-metrowy kominek. Na jego końcu znajduje się pozioma, bardzo ciasna szczelina uchodząca na powierzchnię tuż nad otworem wejściowym jaskini. 

## Przyroda
W jaskini można spotkać nacieki grzybkowe. Ściany są wilgotne, brak jest na nich roślinności.

## Historia odkryć
Jaskinię odkryła I. Luty w 1978 roku. Jej pierwszy plan i opis sporządzili J. Nowak i T. Ślusarczyk w 2011 roku.